# Pont de la Magliana
Le pont de la Magliana est situé à Rome et traverse le Tibre. Il rejoint les quartiers Portuense et Ostiense, respectivement sur les rives droite et gauche de la rivière. Le pont a été conçu dans les années 1930 et construit pour être la porte d'entrée occidentale du nouveau quartier de l'EUR. Il a été achevé seulement après-guerre, en 1948.
Il fait actuellement partie d'un plus grand viaduc sur la rive droite du Tibre et se poursuit vers le Colli Portuensi et la route de l'aéroport de Fiumicino et la via Laurentina.

## Description
Conçu par Romolo Raffaelli, le pont a été construit entre 1930 et 1948; la construction a ralenti au cours de la seconde guerre mondiale, les Allemands ayant détruit les cintres. Le pont tient son nom de la zone dans laquelle il est situé, la Magliana. 
Il a sept arches de béton armé revêtues de travertin et mesure environ 223 mètres.

## Fragilité
Le pont est vétuste et suscite des craintes de par sa fragilité, selon des experts italiens.